# Disparalona
Disparalona is een geslacht van kreeftachtigen uit de klasse van de Branchiopoda (blad- of kieuwpootkreeftjes).

## Soorten
- Disparalona leei (Chien, 1970)
- Disparalona rostrata (Koch, 1841)